# Hanna Th. Flittie
Hanna Th. Flittie, född 1863, död 1932, var en norsk butiksägare och kommunpolitiker. Hon satt i stadsfullmäktige i Lesja 1902-1904. Hon en av de fyra första kvinnliga stadsfullmäktige i Lesja.